# Buzura strigaria
Buzura strigaria là một loài bướm đêm trong họ Geometridae.